# McLeod (Dakota del Nord)
McLeod (anche Sandoun) è un census-designated place (CDP) degli Stati Uniti d'America della contea di Ransom nello Stato del Dakota del Nord. La popolazione era di 27 abitanti al censimento del 2010.
La comunità si trova lungo la North Dakota Highway 27 a est della città di Lisbon, il capoluogo della contea di Ransom. Originariamente chiamata Sandoun a causa delle numerose dune di sabbia nell'area, venne rinominata McLeod in onore dell'agente immobiliare locale J. J. McLeod. Anche se non è incorporata, ha un ufficio postale, con lo ZIP code 58057.

## Geografia fisica
Secondo lo United States Census Bureau, la città ha una superficie totale di 2 km², dei quali 2 km² di territorio e 0 km² di acque interne (0% del totale).

## Società

### Evoluzione demografica
Secondo il censimento del 2010, la popolazione era di 27 abitanti.

### Etnie e minoranze straniere
Secondo il censimento del 2010, la composizione etnica del CDP era formata dal 100% di bianchi, lo 0% di afroamericani, lo 0% di nativi americani, lo 0% di asiatici, lo 0% di oceanici, lo 0% di altre razze, e lo 0% di due o più etnie. Ispanici o latinos di qualunque razza erano lo 0% della popolazione.